# Apseudes rikiteanus
Apseudes rikiteanus är en kräftdjursart som beskrevs av Giuseppe Nobili 1906. Apseudes rikiteanus ingår i släktet Apseudes och familjen Apseudidae. Inga underarter finns listade i Catalogue of Life.